# Los cangrejos caminan sobre la isla
Los cangrejos caminan sobre la isla es un cuento corto de ciencia ficción del escritor y físico soviético Anatoly Dneprov, publicado en el año 1958.

## Argumento
El cuento trata sobre un experimento ficticio realizado en una isla desierta del Pacífico, donde es liberado un robot con forma de cangrejo que tiene la capacidad de localizar metal y otros materiales necesarios para la construcción de un facsímil suyo con pequeñas variaciones, que al cabo de varias "generaciones" de cangrejos, van "evolucionando" al haber menos recursos naturales (metal) y más competencia. Aunque el objetivo del experimento era tener robots muy pequeños y eficientes para acabar con las reservas de metal en un país enemigo para las guerras, la  vida da un giro inesperado teniendo un desenlace cruel.
En 1976 el cuento fue adaptado como animación por la productora checa Krátký Film Praha.
Editorial Hyspamerica.